# Centrum (Brokopondo)
Centrum is een van de zes ressorten waaruit het Surinaamse district Brokopondo bestaat.
In 2012 had Centrum volgens cijfers van het Centraal Bureau voor Burgerzaken (CBB) 4.482 inwoners. Veruit de grootste en belangrijkste plaats in het ressort Centrum is Brokopondo, soms wordt daardoor ook het hele ressort aangeduid met de naam Brokopondo.